# Flughafen Maringá

i8
i11
i13
Der Flughafen Maringá (portugiesisch Aeroporto de Maringá) (IATA-Code: MGF, ICAO-Code: SBMG) ist ein Flughafen in der Nähe der brasilianischen Stadt Maringá.
Der Flughafen in Maringá heißt Aeroporto Regional de Maringá Silvio Name Junior.